# Boușori
Boușori – wieś w Rumunii, w okręgu Vaslui, w gminie Solești. W 2011 roku liczyła 284 mieszkańców.